# لیلیان لیبر

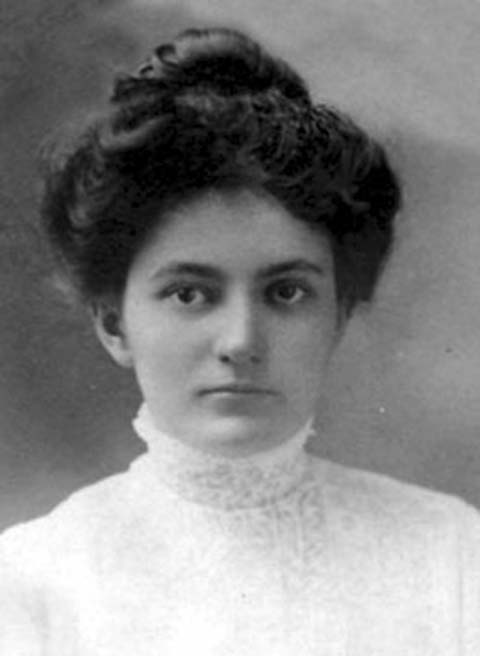
لیلیان رزانف لیبر(۱۹۸۶-۱۸۸۶)

لیلیان رزانف لیبر (به انگلیسی: Lillian Rosanoff Lieber) (زادهٔ ۲۶ ژوئیه ۱۸۸۶ – درگذشتهٔ ۱۱ ژوئیه ۱۹۸۶) یک ریاضیدان و نویسنده محبوب بود. چندین نسل مختلف از خوانندگان از کتابهای پرطرفدار وی در زمینه ریاضیات و برداشتهای فلسفی آن تاثیر و الهام گرفته اند.
او اغلب با همسر تصویرگرش هیو گری لیبر همراهی می کرد تا کتابهایی تولید کند که جذابیت بصری داشته باشند.